# Нида Фазли
Муктида Хасан Нида Фазли (англ. Muqtida Hasan Nida Fazli; 12 октября 1938, Дели — 8 февраля 2016, Мумбаи) — индийский поэт, автор песен и диалогов для кино, писавший на хинди и урду. Награждён четвёртой по высоте гражданской наградой Индии — Падма Шри.

## Биография
Родился в семье кашмирских мусульман в Дели, затем вместе с родителями переехал в  Гвалиор, где провёл школьные годы. Его отец Дуа Дубаиви также был поэтом, писавшим на урду. После раздела Индии многие члены его семьи эмигрировали в Пакистан, но он остался в Индии.
Изучал английскую литературу в колледже в Гвалиоре. Собственные стихи он начал писать, опечаленный гибелью нравившейся ему сокурсницы. Услышанный им в храме, гимн Сурдаса о тоске Радхи по Кришне, вдохновил его выразить свои чувства через стихи.
В дальнейшем он писал почти в каждом формате поэзии, включая газели, назмы, дохи, и черпал вдохновение из произведений Т. С. Элиота, Гоголя, Чехова и Такасаки.
Фазли окончил колледж в 1957 году
и переехал в Бомбей в поисках работы. 
Свои дни в качестве начинающего писателя в Бомбее он описал книге Diwaron ke Bahar (рус. Вне стен).
В 1980-е годы он начал писать тесты песен для фильмов. Оценив его стихи, режиссёр Камал Амрохи пригласил его «задать тон» его фильму «Дочь султана» (1983) после того, как ранее нанятый поэт Джан Нисар Ахтар скончался. Фазли сочинил для фильма две песни «Tera Hijr Mera Naseeb Hain» и «Hariyala Banna Aaya Re». И хотя производство картины затянулось, ему поступили предложения от других кинопроизводителей. Он был автором текстов песен для вышедших в 1981 году Biwi O Biwi Раджа Капура и Nakhuda Яша Чопры. Написанная для последнего, песня «Tumhari Palko Ki Chilmano Me Ye Kya Chhupa Hai» стала хитом, в то время как сам фильм провалился в прокате. Он также сочинил песню «Joh Vaada Khudse Kiya» для фильма Чопры «Любовная связь», но она не вошла в итоговую версию картины.
В 1990-е годы похвалы критиков и успех получили его тексты «Jeevan Kya Hai» из фильма Is Raat Ki Subah Nahin (1996) и «Hoshwalon Ko Khabar Kya» из «Патриота» (1999).
Благодаря первому из них он был номинирован на Filmfare Awards.
Но массовую популярность ему принесли тексты песен к фильму Sur – The Melody of Life (2002) Тануджи Чандра, две из которых, «Aa Bhi Jaa» и «Kabhi Shaam Dhale», стали шлягерами.
Нида Фазли был награждён премией Литературной академии за сборник стихов на урду Khoya Hua Sa Kuchh в 1998 году.
А в 2013 удостоен четвёртой по высоте гражданской награды Индии — ордена Падма Шри.